# ترشنگواک
ترشنگواک (به صربی: Trešnjevak) یک منطقهٔ مسکونی در صربستان است که در Stanovo واقع شده‌است. ترشنگواک ۲۴ نفر جمعیت دارد.